# Plectranthus lanuginosus
Plectranthus lanuginosus là một loài thực vật có hoa trong họ Hoa môi. Loài này được (Hochst. ex Benth.) Agnew miêu tả khoa học đầu tiên năm 1974.

## Hình ảnh

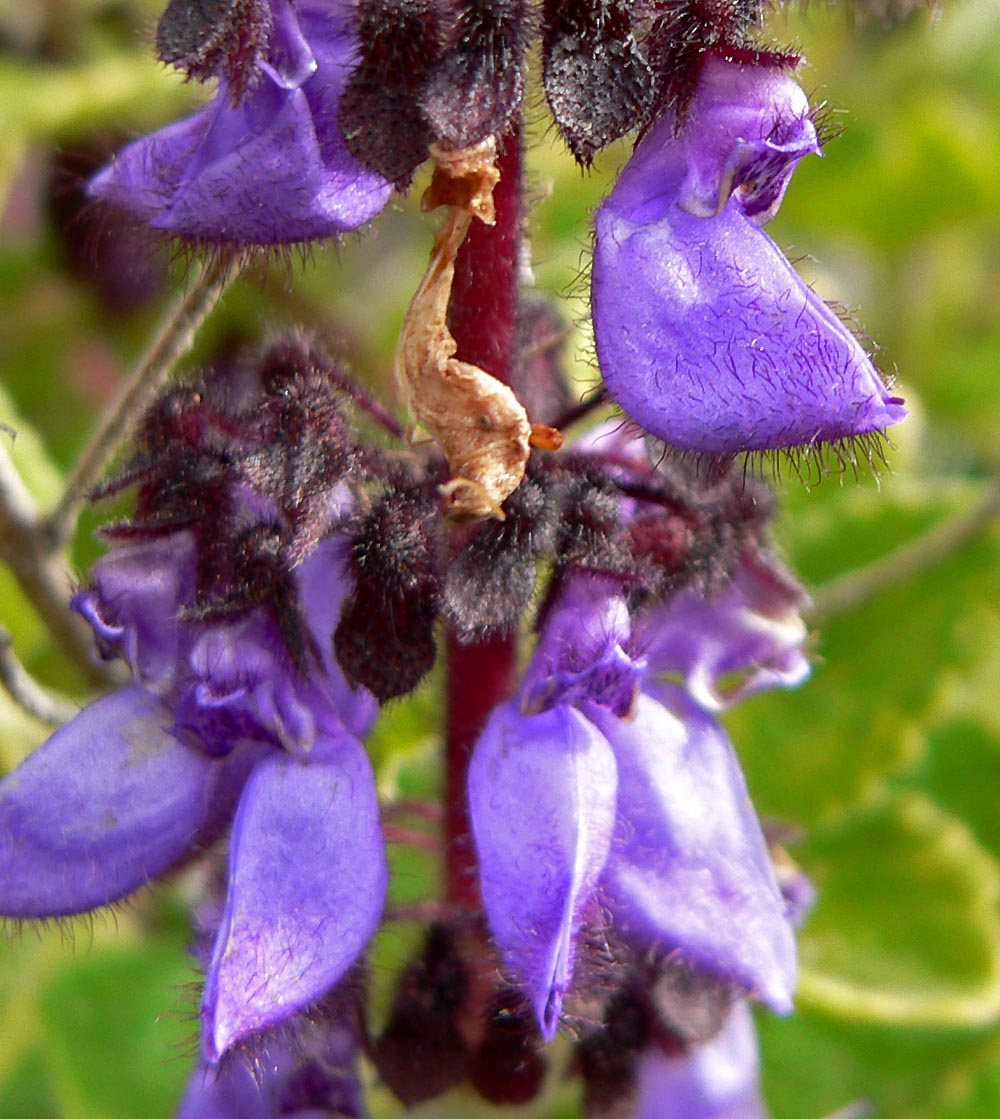
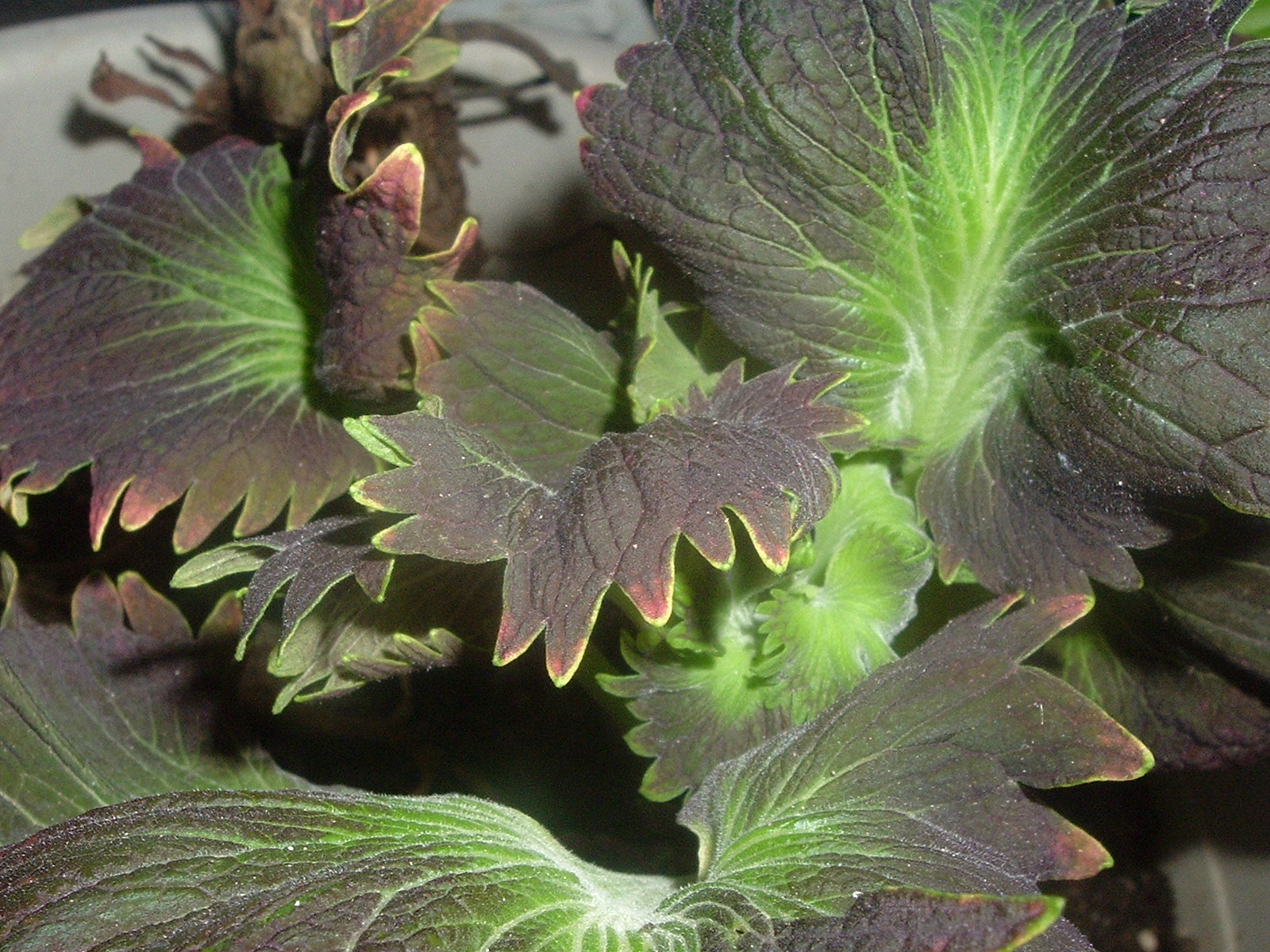